# Daniel Fuzato
Daniel Cerantola Fuzato (Santa Bárbara del Oeste, 4 de julio de 1997) es un futbolista brasileño que juega como guardameta en el C. R. Vasco da Gama del Campeonato Brasileño de Serie A.

## Trayectoria

### Biografía
Nació en la ciudad de Santa Bárbara del Oeste en Brasil, es de ascendencia italiana y tiene ambos pasaportes.

### Palmeiras
Se graduó de la escuela de porteros del Palmeiras, equipo con el que inició en 2010 a los 12 años, y pasó por todas las categorías básicas, terminando su entrenamiento en 2017, en la sub-20. Durante este período, el deportista comenzó en los sub-15, sub-17 y sub-20, disputando cerca de 250 partidos oficiales para la reserva del Palmeiras.
A los 17 años, ya era conocido por su desempeño en el equipo de reserva y comenzó a entrenar con el equipo principal como cuarto portero. Incluso se convirtió en el tercer portero en varios partidos de las campañas ganadoras de la Copa de Brasil 2015 y el Campeonato Brasileño 2016.
En enero de 2018 ascendió oficialmente al equipo profesional del Palmeiras, siendo vendido en la segunda mitad del mismo año a la Roma. 

### A. S. Roma
Firmó con la Roma el 7 de julio de 2018. El portero firmó hasta junio de 2022. En el equipo, el deportista se entrena con el prestigioso entrenador de porteros Marco Savorani, de quien aprendió la técnica diferenciada de la escuela de porteros italiana. Durante este período estuvo vinculado a todos los partidos de la Serie A, Copa de Italia y Liga de Campeones, además de jugar algunos amistosos ante Tottenham, Avelino y otros equipos. Hizo su debut profesional con la victoria por 3-1 en la Serie A sobre la Juventus el 1 de agosto de 2020.

### Gil Vicente
El 19 de agosto de 2020 se incorporó cedido al Gil Vicente.

### España
El 21 de junio de 2022 fichó por la Unión Deportiva Ibiza para competir en la Segunda División. Llegó a coste cero y firmó por tres temporadas, guardándose el club transalpino un 30% de una futura venta. En la primera de ellas el equipo descendió a Primera Federación.
El 5 de julio de 2023 llegó en condición de cedido al Getafe C. F. Durante su paso por el club solo jugó tres partidos, dos en la Copa del Rey y otro en el campeonato de Liga, y en julio del año siguiente fue traspasado a la S. D. Eibar. Durante la media temporada que estuvo en el conjunto armero, disputó diez encuentros.

### Regreso a Brasil
El 7 de enero de 2025 se hizo oficial su vuelta a Brasil tras ser traspasado al C. R. Vasco da Gama.

## Selección nacional
Ha representado a Brasil en las categorías sub-20 y sub-23 y también para la selección absoluta en 2019.

## Clubes
| Club                         | País     | Año       |
| ---------------------------- | -------- | --------- |
| S. E. Palmeiras              | Brasil   | 2017-2018 |
| A. S. Roma                   | Italia   | 2018-2022 |
| → Gil Vicente F. C. (cedido) | Portugal | 2020-2021 |
| U. D. Ibiza                  | España   | 2022-2024 |
| → Getafe C. F. (cedido)      | España   | 2023-2024 |
| S. D. Eibar                  | España   | 2024-2025 |
| C. R. Vasco da Gama          | Brasil   | 2025-     |

## Palmarés

### Títulos internacionales
| Título                             | Club       | Sede   | Año  |
| ---------------------------------- | ---------- | ------ | ---- |
| Liga Europa Conferencia de la UEFA | A. S. Roma | Tirana | 2022 |